# Tymolus hirtipes
Tymolus hirtipes is een krabbensoort uit de familie van de Cyclodorippidae. De wetenschappelijke naam van de soort is voor het eerst geldig gepubliceerd in 2000 door Tan & Huang.